# Der Bergdoktor (Romanserie)
Der Bergdoktor, Dr. Burger: Schicksale zwischen Tal und Gipfel, ist eine Heftromanserie, die im Bastei-Verlag erscheint.

## Serienverlauf
Die Serie, die von einem Team aus Haupt- und Nebenautoren (u. a. Uwe Helmut Grave), das über die Jahre mehrfach wechselte, unter dem Pseudonym Andreas Kufsteiner geschrieben wurde, startete 1980. Im Jahr 2012 waren über 1620 Hefte erschienen. Eine zweite Auflage wurde bereits ein Jahr später gestartet und erreicht mittlerweile etwa 1260 Ausgaben.
1993 scheiterte der Versuch, ein Magazin zur Serie am Zeitschriftenmarkt zu etablieren, bereits nach einer Ausgabe. Zwischen 2005 und 2012 erschienen mehrere Buchausgaben mit jeweils mehreren Heftnachdrucken im Weltbild Verlag und Tosa Verlag. Einige davon erschienen auch als Lizenzausgaben in Buchclubs. Die Taschenbuchausgabe, auch hier mit mehreren Nachdrucken je Band, wurde von Bastei-Lübbe nach sechs Bänden wieder eingestellt.
Seit 2014 erscheint die Romanserie ab Folge 1675 in Form einer digitalen Ausgabe im Bastei Lübbe Verlag.

## Serienwelt
Die Serie spielt in St. Christoph, einem imaginären Bergdorf im Zillertal. In diesem Ort steht ein altes Hotel, von dessen Geschichte und Geschichten die Serie Das Berghotel handelt. Zudem praktiziert dort ein Arzt: Dr. Martin Burger – Der Bergdoktor. Beschrieben wird er als jemand, „dessen persönliches Schicksal ihn empfänglich gemacht hat für die Probleme und das Leid seiner Mitmenschen“. Burger ist in seinem Dorf daher eine Autorität, sozial und moralisch, gradlinig und sich traditionellen Werten verpflichtet fühlend.

## Verfilmungen
1992 startete die erste Verfilmung der Serie auf Sat.1. Produziert wurde die Serie von NDF, die einige Abwandlungen vornahm. So hieß der Protagonist nun Dr. Thomas Burgner und der Ort der Handlung wurde in Sonnenstein umbenannt. Nach 96 Episoden endete die Serie 2005. 1992, 1993 und 1995 erschien bei Bastei-Lübbe je ein Taschenbuch von Susanne Scheibler mit einem Roman zur Serie – basierend auf Drehbüchern zur Sat.1 Serie.
Im ZDF startete 2008 eine weitere Verfilmung, diesmal für ZDF und ORF, erneut von NDF produziert. Die Veränderungen gegenüber der Heftserie waren noch größer als in der ersten Serie. Die Handlung wurde nach Ellmau verlegt und aus dem Allgemeinmediziner Dr. Burger wurde der Chirurg Dr. Martin Gruber.